# Pioniere (Zeitschrift)
Pioniere – Magazin der Pioniertruppe und des Bundes Deutscher Pioniere e. V. ist eine seit 1976 erscheinende deutsche militärische Fachzeitschrift. Sie ist die Truppengattungszeitschrift der Pioniertruppe und erscheint halbjährlich im Juni und Dezember. Die Ausgaben sind, beginnend ab dem Jahr 2000, fortlaufend nummeriert.

## Geschichte
Vorläufer der Zeitschrift war das Mitteilungsblatt des Waffenrings Deutscher Pioniere, welches von 1960 bis 1976 erschien. Die von 2000 bis 2009 erscheinenden Pionier-News – Magazin der Pioniertruppe und des Bundes Deutscher Pioniere, herausgegeben von der Pionierschule und Fachschule des Heeres für Bautechnik, sind in dem Magazin aufgegangen.